# 比華利山 (香港)

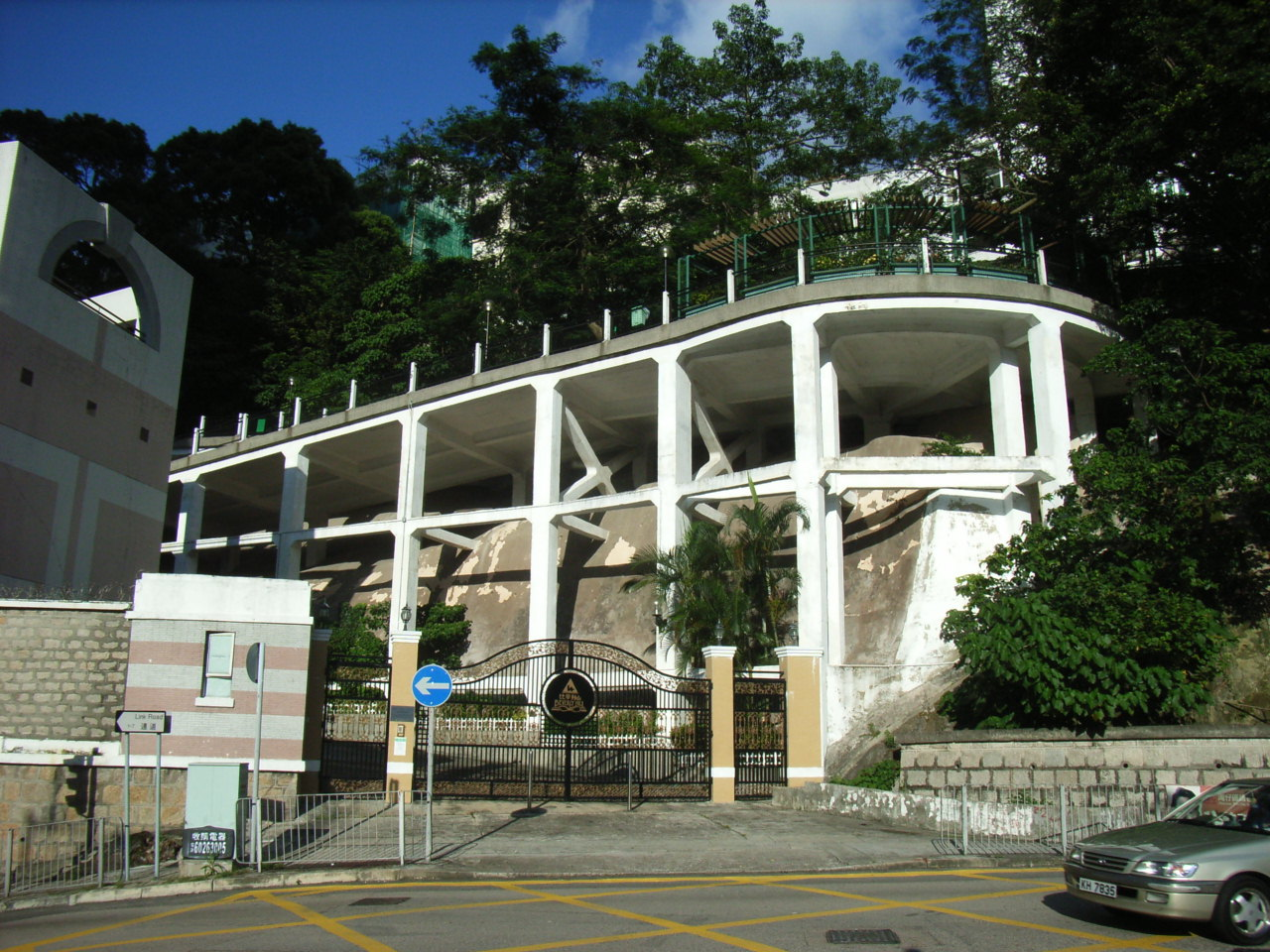
比華利山連道入口

比華利山（英語：Beverly Hill）是香港的一個私人屋苑，位於香港島跑馬地樂活道6號，於1988年落成，發展商為恒基兆業與恒隆地產。比華利山由10座高30至37層的樓宇組成，由恒基兆業子公司負責屋苑管理。

## 歷史
比華利山現址前身為一稱為「朗園」的別墅，為培僑中學的校舍。1983年，該校遷往寶馬山，並將地皮交由發展商興建比華利山，而發展商亦資助培僑興建新校舍之資金。
比華利山在建築過程中，採用當時先進的技術，克服大樓坐落於斜坡之上的問題。

## 特色
比華利山各個單位均設弧形露台。另一方面，比華利山設有住客豪華會所、平台花園，以及多層停車場，為香港1980年代建築中較為罕見。

## 意外
- 2021年10月8日熱帶風暴獅子山襲港，期間天氣極其惡劣，上午10時許，F座外牆的巨型棚架被強風吹襲倒塌，有兩輛駛經該處的汽車被棚架壓住，消防員接報趕至並救出兩名被困司機，兩人受傷但其中一人拒絕送院。另外，有7名工人於該處工作，在意外後一度失聯，後證實其中5名工人自行疏散至安全地方，消防員接近中午才救出兩名失蹤工人，其中一名55歲女工人於棚架倒塌後重傷昏迷，送往醫院後證實不治，至今該意外造成1死2傷。[1]
  - 工業傷亡權益會譴責承辦商華營建築罔顧工人安全，在惡劣天氣下仍然繼續安排工人在戶外工作。而勞工處對死者家屬致以深切慰問，已向承建商發出暫時停工通知書。不過根據《惡劣天氣下的工作安全指南》，並沒有訂明甚麼級別的天氣警告下須停工。[2]